# Liste der Monuments historiques in L’Hermitage
Die Liste der Monuments historiques in L’Hermitage führt die Monuments historiques in der französischen Stadt L’Hermitage auf.

## Liste der Bauwerke
| Bezeichnung | Beschreibung                 | Standort | Kennzeichnung | Schutzstatus | Datum | Bild           |
| ----------- | ---------------------------- | -------- | ------------- | ------------ | ----- | -------------- |
| Calvaire    | Errichtet im 15. Jahrhundert | (Lage)   | PA00090600    | Inscrit      | 1946  | weitere Bilder |

## Liste der Objekte
- Monuments historiques (Objekte) in L’Hermitage in der Base Palissy des französischen Kultusministeriums